# Списак председника Бугарске
На овом списку се налазе председници Бугарске, као и вође Бугарске комунистичке партије у времену када је она играла „главну улогу“ у бугарској држави.

## Шефови државе

### Председавајући привременог председништва, 1946—1947.
- Васил Коларов 15. септембар 1946 — 9. децембар 1947.

### Председавајући Председништва Народне скупштине, 1947—1971.
- Минчо Нејчев 9. децембар 1947 — 27. мај 1950.
- Георги Дамјанов 27. мај 1950 — 27. новембар 1958.
- Димитар Врбанов 30. новембар 1958. - 20. април 1964.
- Георги Трајков 23. април 1964. - 7. јул 1971.

### Председавајући Државног савета, 1971—1990.
- Тодор Живков 7. јул 1971 — 17. новембар 1989.
- Петар Младенов 17. новембар 1989 — 3. април 1990.

### Председници, од 1990.
- Петар Младенов 3. април - 1. август 1990.
- Жељу Желев 1. август 1990 — 22. јануар 1997.
- Петар Стојанов 22. јануар 1997 — 22. јануар 2002.
- Георги Прванов 22. јануар 2002. — 22. јануар 2012.
- Росен Плевнелијев 22. јануар 2012. — 22. jануар 2017.
- Румен Радев 22. jануар 2017. -